# اورنیاک (شهرستان بیرسکی، باشقیرستان)
اورنیاک (انگلیسی: Urnyak, Birsky District, Republic of Bashkortostan) یک شهرک در شهرستان بیرسکی باشقیرستان کشور روسیه است.